# Лузітанська війна
Лузітанська війна — війна Риму проти лузітанів в 155–139 роках до н.е. Велася на території Піренейського півострова, сучасних Португалії та Іспанії. Почалася з повстання місцевих жителів проти римського панування. Завершилася встановленням контролю Риму над лузітанами.

## Передумови війни
Ще до Другої Пунічної війни, Лузітанія була підкорена Карфагеном, внаслідок чого племена лузітан стали його данниками і були змушені воювати з Римською республікою на стороні Ганнібала. Внаслідок цих воєн, від рук лузітан загинуло понад 6000 римлян, серед них — квестор Терентій Вар (через що, для Римської республіки, підкорення Лузітанії відтепер стало справою честі). Ситуація ще більше загострилась, коли карфагеняни дійшли аж до берегів Атлантичного океану і уклали союз з кельтіберським племенем веттонів. Разом з Ганнібалом, веттони взяли в облогу місто Бластофеніка, котре було союзником Римської республіки, де нанесли римлянам ще однієї дошкульної поразки. Згодом Сенат прислав до Іберії іншу армію, під керівництвом Луція Муммія, але і її було розбито. У цей час племена лузітан, які жили на північ від ріки Таг під керівництвом свого вождя Кавена, спалили дружні Риму міста Цуней і Коністоргіс. Експансія лузітанів досягла Африканського континенту (за намовою Ганнібала вони переправились через Гібралтар та розграбували землі Нумідії, коли її правитель перейшов на сторону римлян).
Тим часом, Муммій завдав лузітанам контрудару, зібравши нову армію і знищивши лузітанське військо у битві під Окіле. Кавен втратив понад 15000 людей, а Муммій за свої перемоги над ворогами Римської республіки, був проголошений тріумфатором. Інший римський полководець — Марк Атілій, довершив діло Муммія та окупував всю Лузітанію разом з її найбільшим містом — Окстракою. Після завершення Другої пунічної війни землі лузітан залишились під владою Риму.

## Початок війни
Грабунок римськими легіонами змусив лузітан повстати проти римського панування і зимою 159 року усі римські гарнізони в лузітанських містах було перебито. Лише міста Цуней і Коністоріс залишались під контролем римської армії, котру тепер очолив іспанський намісник Сервій Сульпіцій Гальба, присланий на заміну своєму попереднику. Гальба та його соратник Лукулл діяли за принципом divide et impera, активно використовуючи владні амбіції окремих лузітанських вождів: налаштовуючи їх один проти одного за допомогою обіцянок і підкупів. Однак, найбільш ганебним вчинком Лукулла стала страта лузітанських послів, котрим римляни пообіцяли вигідні умови капітуляції - а натомість, заманили у засідку та перебили. Сам Гальба на посту головнокомандувача у Лузітанії ‘’прославився’’ не лише тотальним пограбуванням цих земель, але й небаченим казнокрадством (яке боляче вдарило по становищу римської армії в регіоні). Зрозуміло, такі дії Римської республіки не сприяли лояльності місцевих племен до неї, адже, відтепер, навіть лояльно налаштовані до Риму вожді, не могли бути певними за своє життя і своє майно.
Таким чином, антиримське повстання в Лузітанії стало носити не кланово-племінний, а загальнонаціональний характер.  Його очільником, в 148 році, став колишній пастух Віріат, який чудом врятувався від бійні, влаштованої Лукуллом, лузітанським послам. На відміну від лузітанських вождів, які пропонували погодитись на умови Лукулла (котрий обіцяв зберегти за ними землю, якщо ті добровільно визнають владу Риму)  - Віріат запропонував відкинути всі міжплеменні суперечки між іберійцями та вигнати римлян не лише з Лузітанії, але й з усієї Іберії.. Кинувши оливкову гілку, під ноги римському послу Гаю Вітелію – Віріат оголосив Риму війну. 
Взявши із собою 1000 вершників зі свого племені, Віріат атакував римський табір, який знаходився на околицях, колишньої карфагенської колонії Трибола. На відміну від важкоозброєнних та неповоротких римських вершників – лузітанські кіннотники були маневреними і добре орієнтувались на місцевості, заганяючи своїх противників у болота, де їх добивали з луків. Полонених римлян було скинено зі скель, а сам Вітелій потрапив до полону, де його принесли у жертву богам. Втративши мінімальну кількість людей в бою з римлянами, Віріат без проблем захопив Триболу, після чого  до Віріата приєднались інші лузитанські вожді і навіть ібери та кельтібери. Наступною жертвою лузітан стало римське місто Карпес (засноване на території колишнього Тартессу), де Віріат розбив 11 тисячну армію римлян та їхніх союзників. Відтепер уся південна Іберія була під контролем повстанців.
Віріат безперешкодно зайняв родючу Карпетанію, де зустрівся з римською армією Гая Платія. Лузітанам вдалось заманити римську кінноту в оливкові зарослі, де вона втратила свою мобільність і була повністю винищена . Інша частина армії Віріата, тим часом атакувала головні сили римлян, розбивши і їх. Римляни були змушені відступити до Тараки, яка залишалась їхнім останнім фортпостом в Іберії. У 146 році, Віріат прийняв титул царя Іберії (його реальна влада досягала ріки Ібер) і наказав іншим вождям лузітанських, іберійських та кельтіберських племен платити йому данину. У випадку відмови Віріат воював з ними.

## Кампанія Фабіїв. Укладення мирного договору
Коли про це стало відомо в Римі – Сенат відправив до Іберії нову армію під керівництвом Квінта Фабія Максима Еміліана, сина Емілія Павла, переможця македонського царя Персея. Оскільки війни з Карфагеном і Македонією для Римської республіки вже закінчились – у Риму з’явилась можливість сконцентрувати всі свої сили на Віріаті, для боротьби з яким було мобілізовано два римські легіони. Дві армії зійшлись поблизу міста Урсо і у запеклій битві, римлянам нарешті вдалось перемогти повстанців. До зими 144 р. до н. е., Фабію вдалось витіснити лузітан з території всієї Іберії на схід від Кордуби. У погоню за Віріатом, Фабій відправив свого полководця Квінта, але біля Венерової гори, лузітани зустріли армію римлян та розбили її. Кельтіберські племена ареваків, беллів і тифтіїв, які вже давно були невдоволені Віріатом, перейшли на сторону Римської республіки, але через деякий час знову повстали проти неї в ході Нумантинської війни. 
Для того, щоби остаточно знищити повстанців – було вирішено послати ще одну армію з 20 тисяч римлян та їхніх союзників, під керівництвом Фабія Максима Сервіліана, зведенного брата Фабія Максима Еміліана. Сили обох Фабіїв мали наступати на Лузітанію зі сходу і з півдня. Підтримку їм надав нумідійський цар Міціпса, котрий вислав на допомогу Фабіям своїх вершників і бойових слонів. Поблизу Ітула, Сервіліану вдалось перемогти повстанців у відкритому бою та заставити їх відступити за ріку Таг. На відміну від своїх попередників, Фабії старались поводитись з підкореним населенням максимально лояльно, надаючи всілякі заохочення тим іберійським вождям, що переходили на їхню сторону. Тільки жителі Бетурії не бажали переходити на сторону Римської республіки, через що римляни були змушені зосередити значні військові сили для протистояння іберійським горянам. Міста Ескадія, Гемелла і Оболкола, були завойовані Фабієм та розграбовані римлянами (понад 10 тисяч іберів та лузитан були продані в рабство на середземноморських ринках). Воєначальники Віріата: Апулей, Курій та Коннобар, вирішили завдати римлянам контрудару, напавши на їхній зимовий табір у Кунеї. Проте, Еміліан зумів відбити їхній напад. Багато лузітан (в тому числі, Апулей з Курієм загинули на полі бою), а Коннобару та його людям відрубали руки (в якості помсти, за жорстокості лузітан по відношенню до полонених римлян).
Успішний римський наступ був зупинений Віріатом під Ерісаною. Сервіліан був змушений погодитись на ведення переговорів (тим часом, як Еміліан воював з кельтіберами на півночі півострова і не мав фізичної можливості вплинути на рішення брата). У 141 році Сенат Римської республіки визнав за Віріатом титул царя Іберії (тієї її частини, яку не змогли підкорити римляни) та назвав його другом римського народу. Обидві сторони були невдоволені таким мирним договором (римляни бажали завоювати усю Іберію, а Віріат прагнув вигнати римські війська не лише з Лузітанії, але з усього півострова).

## Відновлення війни та її завершення
Новий римський намісник в Іспанії – Квінт Сервілій Цепіон, з дозволу Сенату, вирішив спровокувати Віріата для ведення війни. Він написав лузітанському вождю листа в якому всіляко принижував його, використовуючи ненормативну лексику. Коли війна почалась – Цепіон взяв штурмом місто Арс, де засів Віріат. Однак, лузітанському воєначальнику вдалось втекти від римлян, а під час відступу він наказав спалювати родючі поля Карпентарії та покинуті лузітанськими гарнізонами міста (що налаштувало проти Віріата міщан). Інший римський полководець, Секст Юній Брут до 140 року завоював усі міста Лузітанії, аж до річки Дурій та наразився на партизанську війну лузітанських племен. У непролазних хащах і горах на півночі Лузітанії повстанці мали свої табори, з яких вони атакували римські гарнізони. В свою чергу, римляни ще не встигли побудувати в регіоні розвинутої інфраструктури і були сковані фактором переміщення по річковим артеріям, що сильно обмежувало їхню маневреність. Їх також вражало те, що лузітанські жінки з племені бракарі воювали разом з їх чоловіками і вбивали себе, щоби не потрапити в полон. Союзні лузітанам, кельтібери взагалі йшли у бій голими, розмальовані синьою і червоною фарбами. Віріат уникав відкритих боїв з римськими легіонами, але сильно виснажував їх своїми набігами.
З іншої сторони, політика римлян теж приносила свої плоди. Налаштоване проти Віріата населення Карпентарії і, переважно грецьке та фіннікійське, населення міст півдня Іберії – в масі підтримало римлян. Подібно до Фабіїв, Брут не використовував тиранічних методів Гальби у поводженні з іберами і лузітанами. Навіть у відношенні до старої колонії Карфагену, міста Талабріг, яке перейшло на сторону лузітан, а потім було взято римлянами назад – не чинилась, звична досі практика пограбування цього міста до нитки і стирання його з лиця землі. Після того, як міська еліта попросила у Брута помилування – той зібрав з них величезний викуп, але не став піддавати іншим карам. Така поведінка контрастувала не лише з діяннями Гальби, але і з діяннями повстанців Віріата, які особливим гуманізмом по відношенню не лише до римлян, однак і корінного населення Іберії, не відрізнялись. 
Зрозумівши, що силою перемогти Віріата не вдасться, Цепіон запропонував грошову винагороду трьом його воєначальникам: Мінуру, Аудаксу і Діталко. Ці люди зарізали Віріата уві сні, а потім втекли до римських володінь. Ця подія стались у 139 році. Поховавши свого царя  – лузітани вибрали на його місце якогось Тантала. Під його керівництвом вони напали на місто Сагунт, яке було підконтрольним Риму. Але, в цьому бою, лузітани зазнали поразки, а сам Тантал потрапив до полону, після чого останні лузітанські повстанці були змушені капітулювати перед Римом.

## Наслідки війни
Так само, як і інші племена Іберійського півострова, за винятком предків сучасних басків - лузитани були романізовані до початку нової ери. На колишніх землях проживання лузітан у 27 році до Р.Х. були згодом засновані три провінції: Лузітанія, Бетика і Тарраконська Іспанія.
В епоху Середньовіччя слово Лузітанія використовувалось як синонім стосовно земель, підпорядкованих володінням португальських правителів. В модерну добу, романтизований образ Лузітанської війни, як першого героїчного опору, здійсненого предками португальців іноземцям, активно використовувався для формування явища португальського націоналізму.